# A.J. Cook

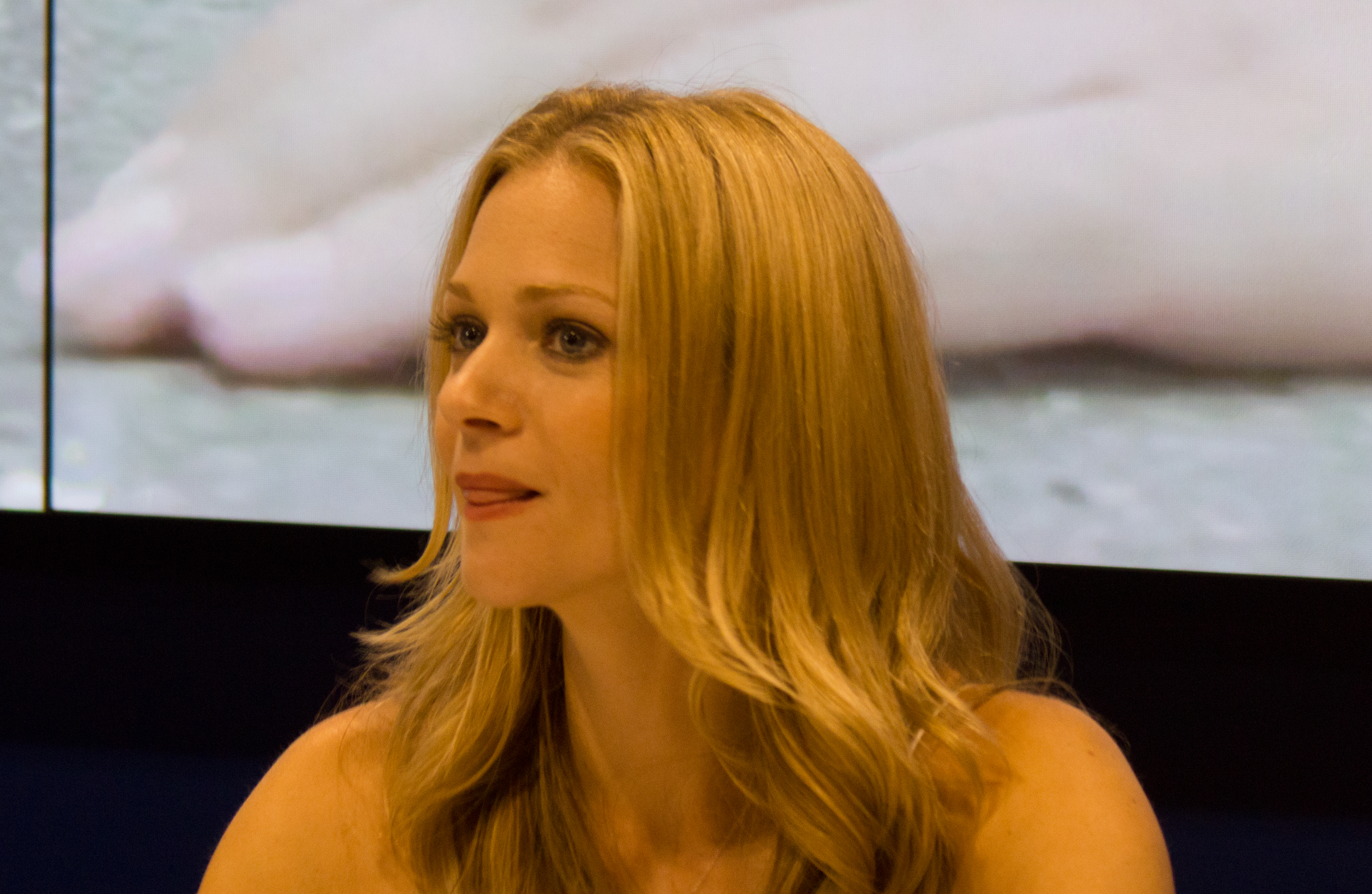
A.J. Cook w 2012

Andrea Joy Cook (ur. 22 lipca 1978 w Oshawie) – kanadyjska aktorka filmowa i telewizyjna.

## Życiorys
Urodzona w Oshawie w prowincji Ontario, dorastała w miejscowości Whitby. Jej ojciec, Mike, pracuje jako nauczyciel a matka, Sandra, jest szeryfem policyjnym. Ma trójkę rodzeństwa – braci, Nathana i Paula, oraz siostrę, Angelę. Jest członkinią Kościoła Jezusa Chrystusa Świętych w Dniach Ostatnich. Zanim została aktorką, zajmowała się tańcem. W wieku lat czterech zaczęła brać lekcje baletu i stepowania. Przez wiele lat tańczyła konkurencyjnie.
W filmach zaczęła występować w wieku siedemnastu lat, wcześniej udzielała się w reklamach McDonaldsa. Pierwszą poważną rolą młodej aktorki był udział w filmie Sofii Coppoli Przekleństwa niewinności z 1999 roku. Dziś kojarzona jest głównie z horrorem Davida R. Ellisa Oszukać przeznaczenie 2 i serialami telewizyjnymi: Zabójcze umysły, Tru Calling oraz Szkoła przetrwania. W tym ostatnim na ekranie towarzyszyła Haydenowi Christensenowi, wcześniej poznanemu na planie Przekleństw niewinności.

## Życie prywatne
Od września 2001 roku jest żoną Nathana Andersona. Cook i Anderson poznali się jeszcze podczas studiów na Utah Valley University (UVU), przez długi okres tkwili w zażyłym związku. W 2008 A.J. urodziła syna, Mekhaia Allana Andersona.

## Filmografia
- 2013: Wer jako Kate Moore
- 2012: Least Among Saints jako Cheryl
- 2011: Sprowadzić Ashley do domu (Bringing Ashley Home) jako Libba Phillips
- 2010: Mother’s Day jako Vicky Rice
- 2008: Misconceptions jako Miranda Bliss
- 2007: Night Skies jako Lilly
- 2006: I'm Reed Fish jako Theresa
- 2005-2017: Zabójcze umysły (Criminal Minds) jako Jennifer „JJ” Jareau
- 2005: Bloodsuckers jako Fiona Kennedy
- 2003: Oszukać przeznaczenie 2 (Final Destination 2) jako Kimberly Corman
- 2003–2004: Tru Calling jako Lindsay
- 2003: Bits and Pieces: Bringing Death to Life jako ona sama
- 2003: Trup jak ja (Dead Like Me) jako Charlotte
- 2002: Najbliższy sąsiad (The House Next Door) jako Lori Peterson
- 2002: Władca życzeń IV (Wishmaster 4: The Prophecy Fulfilled) jako Diana Collins (zdj. archiwalne)
- 2001: Władca życzeń III: Miecz sprawiedliwości (Wishmaster 3: Beyond The Gates Of Hell) jako Diana Collins
- 2001: Afera poniżej zera (Out Cold) jako Jenny
- 2001: Rozpruwacz: List z Piekła (Ripper) jako Molly Keller
- 2000: Szkoła przetrwania (Higher Ground) jako Shelby Merrick
- 2000: Kręcone schody (The Spiral Staircase) jako dziewczyna
- 2000: Pierwsza fala (First Wave) jako Lindsay Tilden
- 1999: Czarodziejka (Teen Sorcery) jako Dawn
- 1999: Przekleństwa niewinności (The Virgin Suicides) jako Mary Libson
- 1999: Pod błękitnym księżycem (Blue Moon) jako Alison
- 1997: Laserhawk jako dziewczyna
- 1997: In His Father's Shoes jako Lisa
- 1997: Elvis Meets Nixon jako hipiska
- 1997–1998: Czynnik PSI (PSI Factor: Chronicles Of The Paranormal) jako Lee Mason/Jill
- 1997: Gęsia skórka (Goosebumps) jako Kim